# シンデレラガールズ劇場
『シンデレラガールズ劇場』（シンデレラガールズげきじょう）は、ソーシャルゲーム『アイドルマスター シンデレラガールズ』内にて連載されている日本の5コマ漫画。2015年から電撃コミックスEX（KADOKAWA・アスキー・メディアワークス）より単行本の刊行が開始された。単行本のタイトルは、ゲームタイトルを冠した『アイドルマスター シンデレラガールズ シンデレラガールズ劇場』となっている。さらに2017年4月にはアニメ化された。
本作は『アイドルマスター シンデレラガールズ』に登場するアイドルたちの日常をコミカルに描いた漫画である。

## 沿革
2012年3月に行われたイベントである「プロダクションマッチフェスティバル」の直前に第1話が公開され、以降イベントやガチャの内容・登場キャラクターが中心となって寸劇が繰り広げられる。当初は1コマ目以外がモノクロだったが第167話より全コマがフルカラー化された。
上記の他、CD発売やライブイベント開催などゲーム外のメディアと連動している話もある。また、『デレラジ』連動回は同時にラジオ内で生アフレコが行われている。詳細は項目を参照。
765プロのキャラクターは登場しないが、一度だけ2012年6月のSR秋月律子追加時に彼女の登場を示唆する内容の話が公開されたことがある。一方で876プロのキャラクターは登場した実績がある。また後述の「シンデレラガールズ劇場わいど☆」ではミリシタコラボの際に最上静香とジュリアが登場した。
2018年8月1日にページ全体の大幅リニューアルが行われ、お気に入り機能や登場アイドル表示機能などの新機能も追加された。
『シンデレラガールズ』のサービス終了に伴い、2022年12月23日公開の第1627話をもって連載を終了した。

### 旧第24話について
2012年7月31日に掲載された第24話は同年8月9日に掲載中止となった。掲載中止の理由は「諸般の事情」とだけ記載され、公表されていない。その際にこの旧第24話を欠番とせず話数が詰められたため、現在の話数より実際には1話分多く連載されている。
なお同話の内容はイヴ・サンタクロースの着ていた昆布水着に関するエピソードで、当時開催されていたガチャが元ネタである。このエピソードは単行本第1巻カバーの裏表紙側折り返し部分に掲載されている（旧24話であるという表記などは無いが、第31話の解説でこの件に軽く触れられている）。

### シンデレラガールズ劇場 拡大版
2013年12月から2014年10月の間公開された漫画。通常版とは異なる普通の漫画形式であり、作者は非公開。期間限定で1話ずつ公開され、一定の期間がすぎると以前の話は閲覧出来なくなる。

### シンデレラガールズ劇場わいど☆
2018年4月27日から2024年3月28日まで配信された『アイドルマスター シンデレラガールズ スターライトステージ』にて公開されている「デレコネ」のコンテンツの1つ。通常版と同じく、イベントやガシャの内容・登場キャラクターが中心となって寸劇が繰り広げられる。通常版と同じ絵柄の漫画で、横に読み進む形式となっており、3ページで1話を構成している。1ページあたりのコマ数は1〜4コマ程度。第1話からフルカラーとなっている。上記の最後の配信日を以て、740話までの一区切りとして終了した。

## 作風
5コマ漫画であることが特徴となっている。
単行本ではゲーム内においてどのような文脈で配信されたものなのか各話に解説がなされており、原作であるソーシャルゲームをプレイしていない読者にも話が理解できるように工夫されている。
過去にディレクションを担当していた熊ジェットによると、漫画内のネタやセリフ等、ゲームのシナリオ担当やディレクターのチェックを何重にも通した上でリリースされており、二次創作的な作品ではなく、一次的な作品である。
作画担当者は非公開であるが、当初からCygames社員の熊ジェットが担当しており、後述のアニメ化の際にキャラクターデザイン原案に熊ジェットの名前がクレジットされたことで明確化された。当初は熊ジェット一人で担当していたコンテンツだったが、のちにチームメンバーが増えたことで量産体制が整い、明確な時期は明らかにされていないが途中から熊ジェットは作画担当から降り、ディレクションのみを担当していた。2021年1月20日に熊ジェットがCygamesを退社した際には、後任スタッフによる進行に移行済みであることが報告された。

## 社会的評価
単行本第1巻は、2015年1月19日から1月25日にかけてのCOMIC ZINにおける週間漫画単行本の売り上げランキングにおいて7位となった。
宝島社の『このマンガがすごい! WEB』日刊漫画ガイドでは、「5コマでしか表現できない」手法が用いられているため、「マンガ表現に興味のある人にもオススメ」であると評価されている。

## 書誌情報
- バンダイナムコエンターテインメント（原作）[注 3]『アイドルマスター シンデレラガールズ シンデレラガールズ劇場』 KADOKAWA〈電撃コミックスEX〉、既巻12巻（2020年9月25日現在）
  1. 2015年01月27日発売 ISBN 978-4-04-869092-8
  2. 2015年04月25日発売 ISBN 978-4-04-869367-7
  3. 2015年09月25日発売 ISBN 978-4-04-865351-0
  4. 2016年02月27日発売 ISBN 978-4-04-865586-6
  5. 2016年10月27日発売 ISBN 978-4-04-892297-5
  6. 2017年03月27日発売 ISBN 978-4-04-892623-2
  7. 2017年09月27日発売 ISBN 978-4-04-893342-1
  8. 2018年03月30日発売 ISBN 978-4-04-893708-5
  9. 2018年10月26日発売 ISBN 978-4-04-912064-6
  10. 2019年03月25日発売 ISBN 978-4-04-912420-0
  11. 2019年09月26日発売 ISBN 978-4-04-912765-2
  12. 2020年09月25日発売 ISBN 978-4-04-913230-4
- バンダイナムコエンターテインメント（原作） 『アイドルマスター シンデレラガールズ シンデレラガールズ劇場 わいど☆』 KADOKAWA〈電撃コミックスEX〉、既巻3巻（2021年8月7日現在）
  1. 2020年03月27日発売 ISBN 978-4-04-913103-1
  2. 2020年10月24日発売 ISBN 978-4-04-913430-8
  3. 2021年03月27日発売 ISBN 978-4-04-913767-5

各巻には描き下ろしエピソードが数話ずつ掲載されている。

## テレビアニメ
『アイドルマスター シンデレラガールズ劇場』のタイトルで、2017年4月4日から6月27日まで、TOKYO MX・BS11・サガテレビにて5分枠の短編アニメとして放送。公式略称は『しんげき』・テレビアニメ第5期のExtra Stageは『えくすて』。
ナレーションは佐藤利奈が担当。演出として別の声優がナレーションを担当することもあり、TV版第9話では石井康嗣、TV版45話では武内駿輔がそれぞれ担当している。
漫画版を原作としているが、一部の回はアニメオリジナルのストーリーとなっており、特に第4期『CLIMAX SEASON』ではテレビ放送分全話にアニメオリジナル回が入る。作中では、アイドルとしてステージに立ってる時とは違う、適度に力の抜けたかわいさを特徴としている。また、『アイドルマスター シンデレラガールズ劇場』の監督、まんきゅうは、本作の制作にあたって、「とにかくアイドルたちを愛でられるようなアニメにして欲しい」という要望をうけたという。
2016年10月16日、『THE IDOLM@STER CINDERELLA GIRLS 4thLIVE TriCastle Story -346 Castle-』内にてPVの公開を伴ってシンデレラガールズ劇場のアニメ化が発表された。
2016年11月28日よりゲーム内にて『シンデレラガールズ劇場 5周年記念ショートアニメ』が公開された。また、ゲーム内ではアニメ放送と連動して、『火曜シンデレラシアター』と称して限定アニメの公開やゲーム内アイテムの配布を行っている。2018年6月27日には新たに『アイドルマスター シンデレラガールズ スターライトステージ』の「デレコネ」に『火曜シンデレラシアター』が見られる「シンデレラシアター」が追加された。
2017年7月9日の『THE IDOLM@STER CINDERELLA GIRLS 5thLIVE TOUR Serendipity Parade!!!』幕張公演2日目にて『シンデレラガールズ劇場』2期の製作が決定したことが新PVとともに発表された。2017年10月3日から12月26日まで放送された。
2018年3月4日の『アイドルマスター シンデレラガールズ劇場 すぷりんぐふぇすてぃばる 2018』公演2日目にて『シンデレラガールズ劇場』3期の製作が決定したことが発表された。2018年7月3日から9月まで放送された。また、同年4月3日から1期の再放送が行われた。
2018年12月2日の『THE IDOLM@STER CINDERELLA GIRLS 6thLIVE MERRY-GO-ROUNDOME!!!』ナゴヤドーム公演2日目にて『シンデレラガールズ劇場』第4期『CLIMAX SEASON』の制作が決定したことが発表された。2019年4月から6月まで放送された。
2020年2月16日の『THE IDOLM@STER CINDERELLA GIRLS 7thLIVE TOUR Special 3chord♪ Glowing Rock!』2日目にて『シンデレラガールズ劇場』第5期『Extra Stage』（略称はえくすて）の制作が決定したことが発表された。今期は全てオリジナルストーリーとなっており、2020年3月24日から毎週火曜日に配信されている。4月14日配信の第5話から8月4日配信の第12話までは新型コロナウイルスの流行による緊急事態宣言発令を受けて隔週火曜日の配信となっていた。地上波放送はなく、ゲーム内での配信のみとなる。主だったスタッフは続投しているが、アニメーション制作がゼロジーへと変更された。前シリーズまで担当していたギャザリングとレスプリは、今シリーズではエンディングアニメーションの制作を担当している。

### スタッフ
監督をはじめ、アニメ版『ぷちます!!』のスタッフが関わっている。
- 原作 - バンダイナムコエンターテインメント[7][11][20]
- 監督・脚本 - まんきゅう[7][11][12][20]
- キャラクターデザイン原案 - 熊ジェット
- アニメーションディレクター - 熊ジェット（第5期）
- キャラクターデザイン - 高津智子、吉原優代（第1期〈第5・6・10・11話〉）、玉戸さお（第5期から）[20]
- メカニカルデザイン - 矢津田奏多（第1期第11話）
- 美術監督 - 谷口純基（第1期・第2期）、宮本里香（第3期・第4期）
- 音楽 - 滝澤俊輔、岡野裕次郎、坪田修平
- 音楽プロデューサー - 柏谷智浩
- 音楽制作 - 日本コロムビア[20]
- 音響監督 - 藤田亜紀子（第1期 - 第4期）、小島信人（Cygames / 第5期）[20]
- 音響制作 - HALF H・P STUDIO[20]
- プロデューサー - 小野靖、柴田光輝、柏谷智浩、吉武真太郎（第1期）、田中翔（第2期）、中山卓也（第3期・第4期）、彌富健一（第1期・第2期）
- アニメーションプロデューサー - 清水香梨子（第1期 - 第4期）、宮城夢乃（第5期）
- アニメーション制作 - ギャザリング（第1期 - 第4期[7][11]）、ゼロジー（第5期[20]）
- アニメーション制作協力 - レスプリ（第1期 - 第4期）
- 製作 - しんげき製作委員会（バンダイナムコエンターテインメント、フロンティアワークス、日本コロムビア、KADOKAWA、アニメコンソーシアムジャパン〈第1期・第2期〉） → バンダイナムコエンターテインメント（第5期）

### 主題歌
第1期エンディングテーマ
「キラッ!満開スマイル」（TV第1話 - 第4話、Web第1話 - 第4話）
作詞・作曲 - ササキトモコ / 編曲 - ササキトモコ、蓑部雄崇 / 歌 - 島村卯月（大橋彩香）、小日向美穂（津田美波）、佐久間まゆ（牧野由依）、櫻井桃華（照井春佳）、双葉杏（五十嵐裕美）
「エチュードは1曲だけ」（TV第5話 - 第8話、Web第5話 - 第9話、特典1）
作詞・作曲 - 俊龍 / 編曲 - SizuK / 歌 - 渋谷凛（福原綾香）、上条春菜（長島光那）、神谷奈緒（松井恵理子）、神崎蘭子（内田真礼）、三船美優（原田彩楓）
「モーレツ★世直しギルティ!」（TV第9話）
作詞 - fumi / 作曲 - 小野貴光 / 編曲 - 玉木千尋 / 歌 - 片桐早苗（和氣あず未）、及川雫（のぐちゆり）、堀裕子（鈴木絵理）
「SUN♡FLOWER」（TV第10話・第12話 - 第13話、Web第10話 - 第13話、特典2）
作詞 - 坂井竜二 / 作曲・編曲 - 山崎真吾 / 歌 - 本田未央（原紗友里）、片桐早苗（和氣あず未）、佐藤心（花守ゆみり）、城ヶ崎美嘉（佳村はるか）、諸星きらり（松嵜麗）
「きらりんロボのテーマ」（TV第11話）
作詞・作曲・編曲 - YOFFY（PSYCHIC LOVER） / 歌 - 諸星きらり（松嵜麗）

第2期エンディングテーマ
「Blooming Days」（TV第14話 - 第18話、Web第14話 - 第18話、特典1）
作詞 - eNu / 作曲・編曲 - 川田瑠夏 / 歌 - 安部菜々（三宅麻理恵）、五十嵐響子（種﨑敦美）、緒方智絵里（大空直美）、道明寺歌鈴（新田ひより）、早坂美玲（朝井彩加）
「秋めいて Ding Dong Dang!」（TV第20話 - 第22話、Web第19話 - 第21話、特典2）
作詞 - 夕野ヨシミ（IOSYS）・狐夢想（COOL&CREATE） / 作曲・編曲 - ARM（IOSYS） / 歌 - アナスタシア（上坂すみれ）、佐々木千枝（今井麻夏）、新田美波（洲崎綾）、速水奏（飯田友子）、北条加蓮（渕上舞）
「Snow*Love」（TV第23話 - 第25話、Web第23話 - 第26話、特典3）
作詞・作曲・編曲 - ヒゲドライバー / 歌 - 市原仁奈（久野美咲）、及川雫（のぐちゆり）、大槻唯（山下七海）、高森藍子（金子有希）、依田芳乃（高田憂希）

第3期エンディングテーマ
「いとしーさー♥」（TV第28話 - 第31話、Web第27話 - 第29話）
作詞 - fumi / 作曲・編曲 - 田中秀和（MONACA） / 歌 - 輿水幸子（竹達彩奈）、多田李衣菜（青木瑠璃子）、藤原肇（鈴木みのり）、水本ゆかり（藤田茜）、森久保乃々（高橋花林）
「なつっこ音頭」（TV第32話・第34話 - 第35話、Web第30話 - 第31話）
作詞 - 三浦誠司 / 作曲・編曲 - 岡野裕次郎（TRYTONELABO） / 歌 - 赤城みりあ（黒沢ともよ）、城ヶ崎莉嘉（山本希望）、橘ありす（佐藤亜美菜）、結城晴（小市眞琴）、龍崎薫（春瀬なつみ）
「さよならアロハ」（TV第36話 - 第38話、Web第32話 - 第33話）
作詞・作曲・編曲 - 宮崎誠 / 歌 - 木村夏樹（安野希世乃）、十時愛梨（原田ひとみ）、中野有香（下地紫野）、藤本里奈（金子真由美）、宮本フレデリカ（髙野麻美）
「Dreaming Star」（TV第39話）
作詞 - emon（Tes.）・おもち花 / 作曲・編曲 - emon（Tes.） / 歌 - 相葉夕美（木村珠莉）

第4期エンディングテーマ
「きゅん・きゅん・まっくす」（TV第41話 - 第44話、Web第34話 - 第36話）
作詞 - 坂井竜二 / 作曲・編曲 - BNSI（kyo） / 歌 - 一ノ瀬志希（藍原ことみ）、乙倉悠貴（中島由貴）、椎名法子（都丸ちよ）、前川みく（高森奈津美）、棟方愛海（藤本彩花）
「Max Beat」（TV第46話 - 第48話、Web第37話 - 第38話）
作詞 - 渡部紫緒 / 作曲・編曲 - 坂部剛 / 歌 - 高垣楓（早見沙織）、鷹富士茄子（森下来奈）、二宮飛鳥（青木志貴）、松永涼（千菅春香）、大和亜季（村中知）
「TAKAMARI☆CLIMAXXX!!!!!」（TV第49話 - 第51話、Web第39話 - 第40話）
作詞・作曲・編曲 - 広川恵一（MONACA） / 歌 - 喜多日菜子（深川芹亜）、喜多見柚（武田羅梨沙多胡）、南条光（神谷早矢佳）、日野茜（赤﨑千夏）、姫川友紀（杜野まこ）

第5期エンディングテーマ
「Sing the Prologue♪」（第1話 - 第3話、第5話 - 第7話、第9話 - 第11話）
作詞 - 高瀬愛虹 / 作曲 - 滝澤俊輔（TRYTONELABO） / 編曲 - TAKT（TRYTONELABO） / 歌 - 久川凪（立花日菜）、関裕美（会沢紗弥）、遊佐こずえ（花谷麻妃）、三村かな子（大坪由佳）、堀裕子（鈴木絵理）
「春恋フレーム」（第4話）
作詞 - 磯谷佳江 / 作曲 - 藤長陽太 / 編曲 - 玉木千尋 / 歌 - 上条春菜（長島光那）
「私色のプレリュード」（第8話）
作詞 - 烏屋茶房 / 作曲・編曲 - 篠崎あやと、橘亮祐 / 歌 - 水本ゆかり（藤田茜）
「世界滅亡 or KISS」（第12話）
作詞 - 八城雄太 / 作曲・編曲 - 坪田修平（TRYTONELABO） / 歌 - 喜多日菜子（深川芹亜）
「ダイアモンド・アテンション」（第13話 - 第15話、第17話 - 第19話、第21話 - 第23話）
作詞 - eNu / 作曲・編曲 - 設楽哲也 / 歌 - 喜多見柚（武田羅梨沙多胡）、難波笑美（伊達朱里紗）、椎名法子（都丸ちよ）、ナターリア（生田輝）、脇山珠美（嘉山未紗）
「オヤマトペ♪」（第16話）
作詞 - fumi / 作曲・編曲 - 大岩航（TRYTONELABO） / 歌 - 棟方愛海（藤本彩花）
「弾丸サバイバー」（第20話）
作詞・作曲・編曲 - 宮崎誠 / 歌 - 大和亜季（村中知）
「Shinobi 4.0 忍者のすゝめ」（第24話）
作詞 - 八城雄太 / 作曲 - 高取ヒデアキ / 編曲 - 籠島裕昌 / 歌 - 浜口あやめ（田澤茉純）
「君のステージ衣装、本当は...」（第25話 - 第27話、第30話 - 第31話、第33話、第35話 - 第36話）
作詞・作曲 - 俊龍 / 編曲 - Sizuk / 歌 - 速水奏（飯田友子）、白雪千夜（関口理咲）、佐城雪美（中澤ミナ）、的場梨沙（集貝はな）、荒木比奈（田辺留依）
「プライスレス ドーナッCyu♡」（第28話）
作詞・作曲・編曲 - 山崎真吾 / 歌 - 椎名法子（都丸ちよ）
「思い出じゃない今日を」（第32話）
作詞・作曲・編曲 - BNSI（steμ） / 歌 - 喜多見柚（武田羅梨沙多胡）
「初夢をあなたと」（第34話）
作詞・作曲 - 出口遼 / 編曲 - 飯田涼太・出口遼 / 歌 - 鷹富士茄子（森下来奈）
「Life is HaRMONY」（第37話、第39話 - 第41話、第43話 - 第45話、第47話 - 第48話）
作詞・作曲・編曲 - no_my / 歌 - 桐生つかさ(河瀬茉希)、黒埼ちとせ(佐倉薫)、白菊ほたる(天野聡美)、鷺沢文香(M・A・O)、諸星きらり(松嵜麗)
「Milky Mode」（第38話）
作詞・作曲・編曲 - YASUHIRO（康寛） / 歌 - 及川雫(のぐちゆり)
「泡沫のアイオーン」（第42話）
作詞・作曲 - BNSI(kyo)  / 編曲 - 山本真央樹(TRYTONELABO) / 歌 - 荒木比奈（田辺留依）
「満願成就♪巫女の神頼み！」（第46話）
作詞 - 夕野ヨシミ (IOSYS)  / 作曲・編曲 - ARM (IOSYS) / 歌 - 道明寺歌鈴（新田ひより）

#### 挿入歌
「lilac time（ピクニックライブ Accoustic Ver.）」（Web第1話）
作詞・作曲 - 橋本由香利 / 編曲 - 坪田修平（TRYTONELABO） / 歌 - 相葉夕美（木村珠莉）
「双翼の独奏歌」（TV第19話）
作詞 - マチゲリータ、烏屋茶房 / 作曲・編曲 - Powerless / 歌 - 神崎蘭子（内田真礼）、二宮飛鳥（青木志貴）
「ミラクルテレパシー」（TV第21話）
作詞・作曲・編曲 - 日暮裕紀 / 歌 - 神谷奈緒（松井恵理子）
本来は堀裕子の持ち歌。
「花簪 HANAKANZASHI」（TV第21話）
作詞 - 夕野ヨシミ（IOSYS） / 作曲・編曲 - ARM（IOSYS） / 歌 - 星輝子（松田颯水）
本来は小早川紗枝の持ち歌。
「薄荷 -ハッカ-」（TV第21話）
作詞 - いつきおと / 作曲・編曲 - 泉典孝 / 歌 - 小早川紗枝（立花理香）
本来は北条加蓮の持ち歌。
「2nd SIDE」（TV第21話）
作詞・作曲・編曲 - ESTi / 歌 - 堀裕子（鈴木絵理）
本来は神谷奈緒の持ち歌。
「毒茸伝説」（TV第21話）
作詞 - BNSI（LindaAI-CUE）、桜アス恵 / 作曲・編曲 - BNSI（LindaAI-CUE） / 歌 - 北条加蓮（渕上舞）
本来は星輝子の持ち歌。ただし、この曲のみ、本編ではイントロのみで、実際の歌唱が流されたのは次回予告のみであった。
「おんなの道は星の道」（第3期映像特典第3話）
作詞 - 田村武也 / 作曲 - 弦哲也 / 編曲 - 南郷達也 / 歌 - 村上巴（花井美春）、城ヶ崎美嘉（佳村はるか）
「Radio Happy」（第5期第25話）
作詞 - BNSI(MC TC) / 作曲・編曲 - BNSI(Taku Inoue) / 歌 - 大槻唯（山下七海）
作中では即興替え歌。

### 各話リスト
| 放送日                     | 話数                                       | サブタイトル                                                                | サブタイトル                                             | 絵コンテ                          | 演出                  | 作画監督            |
| 1st SEASON                 | 1st SEASON                                 | 1st SEASON                                                                  | 1st SEASON                                               | 1st SEASON                        | 1st SEASON            | 1st SEASON          |
| -------------------------- | ------------------------------------------ | --------------------------------------------------------------------------- | -------------------------------------------------------- | --------------------------------- | --------------------- | ------------------- |
| 2017年 04月04日            | 第1話                                      | ネコミミの回                                                                | デレラジゲストだにゃ                                     | まんきゅう 飯田崇                 | 月見里智弘            | 月見里智弘          |
| 2017年 04月04日            | 第1話                                      | ネコミミの回                                                                | ずっと眺めていたい                                       | まんきゅう 飯田崇                 | 月見里智弘            | 月見里智弘          |
| 2017年 04月04日            | 第1話                                      | ネコミミの回                                                                | 百獣の王は全力で                                         | まんきゅう 飯田崇                 | 月見里智弘            | 月見里智弘          |
| 04月11日                   | 第2話                                      | 水着の回①                                                                   | スプラッシュ★パニック                                    | まんきゅう 飯田崇                 | 月見里智弘            | 月見里智弘          |
| 04月11日                   | 第2話                                      | 水着の回①                                                                   | 私のベストチョイス                                       | まんきゅう 飯田崇                 | 月見里智弘            | 月見里智弘          |
| 04月11日                   | 第2話                                      | 水着の回①                                                                   | アンニュイ楓                                             | まんきゅう 飯田崇                 | 月見里智弘            | 月見里智弘          |
| 04月18日                   | 第3話                                      | ラジオの回                                                                  | デレラジ…ゲスト…フヒ…                                    | まんきゅう 飯田崇                 | 月見里智弘            | 月見里智弘          |
| 04月18日                   | 第3話                                      | ラジオの回                                                                  | にゃんにゃんにゃん                                       | まんきゅう 飯田崇                 | 月見里智弘            | 月見里智弘          |
| 04月18日                   | 第3話                                      | ラジオの回                                                                  | 絶賛放送中！                                             | まんきゅう 飯田崇                 | 月見里智弘            | 月見里智弘          |
| 04月25日                   | 第4話                                      | ウェディングの回                                                            | 無くなるまで続きます                                     | まんきゅう                        | 月見里智弘            | 月見里智弘          |
| 04月25日                   | 第4話                                      | ウェディングの回                                                            | とってもスウィーティー…？                                | まんきゅう                        | 月見里智弘            | 月見里智弘          |
| 04月25日                   | 第4話                                      | ウェディングの回                                                            | セリフも任せます！                                       | まんきゅう                        | 月見里智弘            | 月見里智弘          |
| 05月02日                   | 第5話                                      | お花見の回                                                                  | 季節外れのお花見                                         | まんきゅう 飯田崇                 | 月見里智弘            | 月見里智弘          |
| 05月09日                   | 第6話                                      | 温泉の回①                                                                   | 我が翼を浄化せよ!                                        | まんきゅう                        | 月見里智弘            | 月見里智弘          |
| 05月09日                   | 第6話                                      | 温泉の回①                                                                   | 私がひと肌脱ぐよ                                         | まんきゅう                        | 月見里智弘            | 月見里智弘          |
| 05月09日                   | 第6話                                      | 温泉の回①                                                                   | 私の好きな時間                                           | まんきゅう                        | 月見里智弘            | 月見里智弘          |
| 05月16日                   | 第7話                                      | 部屋着の回                                                                  | TOKIMEKIマイルーム                                       | まんきゅう 飯田崇                 | 月見里智弘            | 月見里智弘          |
| 05月16日                   | 第7話                                      | 部屋着の回                                                                  | オシャレは☆じっくり                                      | まんきゅう 飯田崇                 | 月見里智弘            | 月見里智弘          |
| 05月16日                   | 第7話                                      | 部屋着の回                                                                  | 万全ですの♪                                              | まんきゅう 飯田崇                 | 月見里智弘            | 月見里智弘          |
| 05月23日                   | 第8話                                      | メイドの回                                                                  | メイドってこうでしょ?                                    | まんきゅう 飯田崇                 | 月見里智弘            | 月見里智弘          |
| 05月23日                   | 第8話                                      | メイドの回                                                                  | メイド教わりました                                       | まんきゅう 飯田崇                 | 月見里智弘            | 月見里智弘          |
| 05月23日                   | 第8話                                      | メイドの回                                                                  | 最後の仕上げ                                             | まんきゅう 飯田崇                 | 月見里智弘            | 月見里智弘          |
| 05月30日                   | 第9話                                      | 刑事(デカ)の回                                                              | 三姉妹刑事 第4話 SEXY&GUiLTY                             | まんきゅう 飯田崇                 | 月見里智弘            | 月見里智弘          |
| 06月06日                   | 第10話                                     | 温泉の回②                                                                   | 大人になったら                                           | まんきゅう 飯田崇                 | 月見里智弘            | 月見里智弘          |
| 06月13日                   | 第11話                                     | ロボの回                                                                    | 劇場版 鋼鉄公演きらりんロボ -決戦!グラッシー帝国- 予告篇 | まんきゅう 飯田崇                 | 月見里智弘            | 月見里智弘          |
| 06月20日                   | 第12話                                     | 水着の回②                                                                   | カワイイは隠せない                                       | まんきゅう 飯田崇                 | 月見里智弘 高津智子   | 月見里智弘 高津智子 |
| 06月20日                   | 第12話                                     | 水着の回②                                                                   | 今は忘れよう                                             | まんきゅう 飯田崇                 | 月見里智弘 高津智子   | 月見里智弘 高津智子 |
| 06月20日                   | 第12話                                     | 水着の回②                                                                   | …海辺の…バカンス                                         | まんきゅう 飯田崇                 | 月見里智弘 高津智子   | 月見里智弘 高津智子 |
| 06月27日                   | 第13話                                     | 厨ニの回                                                                    | 無限の可能性                                             | まんきゅう 飯田崇                 | 月見里智弘 高津智子   | 月見里智弘 高津智子 |
|                            | 映像特典1                                  | ボヨンの回                                                                  | 気を付けてね                                             | まんきゅう 飯田崇                 | 月見里智弘            | 月見里智弘          |
| シンデレラガール密着取材！ | 映像特典1                                  | ボヨンの回                                                                  |                                                          | まんきゅう 飯田崇                 | 月見里智弘            | 月見里智弘          |
| 頼むから雫さん             | 映像特典1                                  | ボヨンの回                                                                  |                                                          | まんきゅう 飯田崇                 | 月見里智弘            | 月見里智弘          |
| 映像特典2                  | お絵描きの回                               | みんなでお絵描き                                                            |                                                          | まんきゅう 飯田崇                 | 月見里智弘            | 月見里智弘          |
| 映像特典2                  | 卯月先生のぴにゃこら太絵描き歌ショートver. | 卯月先生のぴにゃこら太絵描き歌ショートver.                                  | -                                                        | -                                 | -                     |                     |
| 2nd SEASON                 |                                            |                                                                             |                                                          |                                   |                       |                     |
| 10月03日                   | 第14話                                     | 事務所の回                                                                  | 私の大切な…                                              | 熊ジェット まんきゅう             | 月見里智弘            | 月見里智弘          |
| 10月10日                   | 第15話                                     | 秋の回                                                                      | ポイントは…ここだよ…                                     | 熊ジェット まんきゅう             | 月見里智弘            | 山田英子            |
| 10月10日                   | 第15話                                     | 秋の回                                                                      | 積読は減らず                                             | 熊ジェット まんきゅう             | 月見里智弘            | 山田英子            |
| 10月10日                   | 第15話                                     | 秋の回                                                                      | キノコにも愛をこめて                                     | 熊ジェット まんきゅう             | 月見里智弘            | 山田英子            |
| 10月17日                   | 第16話                                     | ユニットの回①                                                               | 歯には自信があります                                     | まんきゅう 飯田崇                 | 月見里智弘            | -                   |
| 10月17日                   | 第16話                                     | ユニットの回①                                                               | 心のツッコミ                                             | まんきゅう 飯田崇                 | 月見里智弘            | -                   |
| 10月17日                   | 第16話                                     | ユニットの回①                                                               | どこにいるっ!?                                           | まんきゅう 飯田崇                 | 月見里智弘            | -                   |
| 10月24日                   | 第17話                                     | 仮装の回                                                                    | トリック オア ニート                                     | まんきゅう 飯田崇                 | 月見里智弘            | 山田英子            |
| 10月24日                   | 第17話                                     | 仮装の回                                                                    | 正装だから！                                             | まんきゅう 飯田崇                 | 月見里智弘            | 山田英子            |
| 10月24日                   | 第17話                                     | 仮装の回                                                                    | カウンタートリック                                       | まんきゅう 飯田崇                 | 月見里智弘            | 山田英子            |
| 10月31日                   | 第18話                                     | 水着の回③                                                                   | 見せます忍法                                             | まんきゅう 飯田崇                 | 月見里智弘            | 山田英子 月見里智弘 |
| 10月31日                   | 第18話                                     | 水着の回③                                                                   | 若さで勝負!?                                             | まんきゅう 飯田崇                 | 月見里智弘            | 山田英子 月見里智弘 |
| 10月31日                   | 第18話                                     | 水着の回③                                                                   | ちひろさんから5分置き                                    | まんきゅう 飯田崇                 | 月見里智弘            | 山田英子 月見里智弘 |
| 11月07日                   | 第19話                                     | 蘭子クエスト                                                                | 蘭子クエスト                                             | Cygames まんきゅう                | 月見里智弘            | 月見里智弘          |
| 11月14日                   | 第20話                                     | ユニットの回②                                                               | ピトォ…                                                  | まんきゅう 飯田崇                 | 月見里智弘            | 山田英子            |
| 11月14日                   | 第20話                                     | ユニットの回②                                                               | 新しいものに挑戦                                         | まんきゅう 飯田崇                 | 月見里智弘            | 山田英子            |
| 11月14日                   | 第20話                                     | ユニットの回②                                                               | （今もこんな感じっス）                                   | まんきゅう 飯田崇                 | 月見里智弘            | 山田英子            |
| 11月21日                   | 第21話                                     | CDの回                                                                      | みんなのきもちに                                         | まんきゅう 飯田崇                 | 月見里智弘            | 山田英子            |
| 11月21日                   | 第21話                                     | CDの回                                                                      | ガールズシャッフル！                                     | まんきゅう 飯田崇                 | 月見里智弘            | 山田英子            |
| 11月21日                   | 第21話                                     | CDの回                                                                      | 我に秘策あり☆                                            | まんきゅう 飯田崇                 | 月見里智弘            | 山田英子            |
| 11月28日                   | 第22話                                     | 子供たちの回                                                                | はくちゅい！                                             | まんきゅう 飯田崇                 | 月見里智弘            | 山田英子            |
| 11月28日                   | 第22話                                     | 子供たちの回                                                                | 編み物はママの証                                         | まんきゅう 飯田崇                 | 月見里智弘            | 山田英子            |
| 11月28日                   | 第22話                                     | 子供たちの回                                                                | 背伸びのバレンタイン                                     | まんきゅう 飯田崇                 | 月見里智弘            | 山田英子            |
| 12月05日                   | 第23話                                     | おやまの回                                                                  | 棟方愛海 最高峰に挑め！3番勝負！                         | Cygames まんきゅう                | 月見里智弘            | 山田英子            |
| 12月12日                   | 第24話                                     | 雪の回                                                                      | ぱくっ                                                   | まんきゅう 飯田崇                 | 月見里智弘            | 山田英子            |
| 12月12日                   | 第24話                                     | 雪の回                                                                      | 遠くて近い私の世界                                       | まんきゅう 飯田崇                 | 月見里智弘            | 山田英子            |
| 12月12日                   | 第24話                                     | 雪の回                                                                      | 手のひらに幸せを                                         | まんきゅう 飯田崇                 | 月見里智弘            | 山田英子            |
| 12月19日                   | 第25話                                     | クリスマスの回                                                              | サンタ藍子の楽しい悩み                                   | まんきゅう                        | 月見里智弘            | 山田英子            |
| 12月19日                   | 第25話                                     | クリスマスの回                                                              | 杏サンタにお願い                                         | まんきゅう                        | 月見里智弘            | 山田英子            |
| 12月19日                   | 第25話                                     | クリスマスの回                                                              | わかるはずだわ！                                         | まんきゅう                        | 月見里智弘            | 山田英子            |
| 12月26日                   | 第26話                                     | 夜ふかしお泊り会                                                            | 夜ふかしお泊り会                                         | Cygames まんきゅう                | 月見里智弘            | 月見里智弘 山田英子 |
|                            | 映像特典1                                  | 水着の回SP                                                                  | がっつりバカンス                                         | まんきゅう 飯田崇                 | 月見里智弘            | 山田英子            |
| 響子、オフしますっ         | 映像特典1                                  | 水着の回SP                                                                  |                                                          | まんきゅう 飯田崇                 | 月見里智弘            | 山田英子            |
| 水着加蓮オフショット       | 映像特典1                                  | 水着の回SP                                                                  |                                                          | まんきゅう 飯田崇                 | 月見里智弘            | 山田英子            |
| 5thライブツアーマナー映像  | 映像特典1                                  | 注意事項 1つ目                                                              | -                                                        | -                                 | -                     |                     |
| 5thライブツアーマナー映像  | 映像特典1                                  | 注意事項 2つ目                                                              | -                                                        | -                                 | -                     |                     |
| 5thライブツアーマナー映像  | 映像特典1                                  | 注意事項 3つ目                                                              | -                                                        | -                                 | -                     |                     |
| 5thライブツアーマナー映像  | 映像特典1                                  | 注意事項 さいごに                                                           | -                                                        | -                                 | -                     |                     |
| 映像特典2                  | 大正ロマンの回                             | ロマンの香りは                                                              | まんきゅう 飯田崇                                        | 月見里智弘                        | 山田英子 月見里智弘   |                     |
| 映像特典2                  | 大正ロマンの回                             | 浪漫に当てられて                                                            | まんきゅう 飯田崇                                        | 月見里智弘                        | 山田英子 月見里智弘   |                     |
| 映像特典2                  | 大正ロマンの回                             | 桜の花言葉                                                                  | まんきゅう 飯田崇                                        | 月見里智弘                        | 山田英子 月見里智弘   |                     |
| 映像特典3                  | ニュージェネレーションの回                 | 夢の先の夢                                                                  | まんきゅう 飯田崇                                        | 月見里智弘                        | 山田英子              |                     |
| 映像特典3                  | ニュージェネレーションの回                 | 星はここに                                                                  | まんきゅう 飯田崇                                        | 月見里智弘                        | 山田英子              |                     |
| 映像特典3                  | ニュージェネレーションの回                 | いつかの私、今の私                                                          | まんきゅう 飯田崇                                        | 月見里智弘                        | 山田英子              |                     |
| 3rd SEASON                 |                                            |                                                                             |                                                          |                                   |                       |                     |
| 2018年 7月03日             | 第27話                                     | 本気の勝負だ！の回                                                          | 本気の勝負だ！の回                                       | Cygames まんきゅう                | 月見里智弘            | 大和田彩乃          |
| 7月10日                    | 第28話                                     | 夏の始まりの回                                                              | !!&!?                                                    | 高津智子 まんきゅう               | 月見里智弘            | 大和田彩乃          |
| 7月10日                    | 第28話                                     | 夏の始まりの回                                                              | これぞアイドルぢから                                     | 高津智子 まんきゅう               | 月見里智弘            | 大和田彩乃          |
| 7月10日                    | 第28話                                     | 夏の始まりの回                                                              | さくらんぼみたい？                                       | 高津智子 まんきゅう               | 月見里智弘            | 大和田彩乃          |
| 7月17日                    | 第29話                                     | 遊園地の回                                                                  | WIN-WIN?                                                 | Cygames 松浦直紀 まんきゅう       | 月見里智弘            | 大和田彩乃          |
| 7月17日                    | 第29話                                     | 遊園地の回                                                                  | 楽しい遊園地                                             | Cygames 松浦直紀 まんきゅう       | 月見里智弘            | 大和田彩乃          |
| 7月17日                    | 第29話                                     | 遊園地の回                                                                  | 捨ててないよね？                                         | Cygames 松浦直紀 まんきゅう       | 月見里智弘            | 大和田彩乃          |
| 7月24日                    | 第30話                                     | プールの回                                                                  | 熱血準備運動！                                           | 飯田崇 まんきゅう                 | 月見里智弘            | 大和田彩乃          |
| 7月24日                    | 第30話                                     | プールの回                                                                  | 特訓なんだよねー                                         | 飯田崇 まんきゅう                 | 月見里智弘            | 大和田彩乃          |
| 7月24日                    | 第30話                                     | プールの回                                                                  | プール掃除でキラキラに                                   | 飯田崇 まんきゅう                 | 月見里智弘            | 大和田彩乃          |
| 7月31日                    | 第31話                                     | 海の回                                                                      | 芳乃しゅばばば                                           | 高津智子 まんきゅう               | 月見里智弘            | 大和田彩乃          |
| 7月31日                    | 第31話                                     | 海の回                                                                      | 海辺のおいしい空気                                       | 高津智子 まんきゅう               | 月見里智弘            | 大和田彩乃          |
| 7月31日                    | 第31話                                     | 海の回                                                                      | 私はアイドル                                             | 高津智子 まんきゅう               | 月見里智弘            | 大和田彩乃          |
| 8月07日                    | 第32話                                     | 音楽フェスの回                                                              | 見る側になっても！                                       | 高津智子 まんきゅう               | 月見里智弘            | 大和田彩乃          |
| 8月07日                    | 第32話                                     | 音楽フェスの回                                                              | これはこれで嬉しいの！                                   | 高津智子 まんきゅう               | 月見里智弘            | 大和田彩乃          |
| 8月07日                    | 第32話                                     | 音楽フェスの回                                                              | レッスンの成果                                           | 高津智子 まんきゅう               | 月見里智弘            | 大和田彩乃          |
| 8月14日                    | 第33話                                     | ようこそおいかわ牧場へ                                                      | ようこそおいかわ牧場へ                                   | Cygames まんきゅう 高津智子       | 月見里智弘            | 大和田彩乃          |
| 8月21日                    | 第34話                                     | 夏祭りの回                                                                  | 夏の夜空と乙女の悲鳴                                     | Cygames まんきゅう 高津智子       | 月見里智弘            | 大和田彩乃          |
| 8月21日                    | 第34話                                     | 夏祭りの回                                                                  | 夏の夜空と乙女の叫び                                     | Cygames まんきゅう 高津智子       | 月見里智弘            | 大和田彩乃          |
| 8月21日                    | 第34話                                     | 夏祭りの回                                                                  | 夏の夜空に願いよ届け                                     | Cygames まんきゅう 高津智子       | 月見里智弘            | 大和田彩乃          |
| 8月28日                    | 第35話                                     | 夏空の回                                                                    | やっぱり土が好き                                         | 松浦直紀 まんきゅう               | 月見里智弘            | 大和田彩乃          |
| 8月28日                    | 第35話                                     | 夏空の回                                                                    | 本日乙女チック                                           | 松浦直紀 まんきゅう               | 月見里智弘            | 大和田彩乃          |
| 8月28日                    | 第35話                                     | 夏空の回                                                                    | ささやかに叶う願い                                       | 松浦直紀 まんきゅう               | 月見里智弘            | 大和田彩乃          |
| 9月4日                     | 第36話                                     | 怖い話の回                                                                  | 逃げたわけじゃないにゃ                                   | 松浦直紀 まんきゅう               | 月見里智弘            | 大和田彩乃          |
| 9月4日                     | 第36話                                     | 怖い話の回                                                                  | 出てこなかったよ…                                        | 松浦直紀 まんきゅう               | 月見里智弘            | 大和田彩乃          |
| 9月4日                     | 第36話                                     | 怖い話の回                                                                  | あの子もオススメ♪                                        | 松浦直紀 まんきゅう               | 月見里智弘            | 大和田彩乃          |
| 9月11日                    | 第37話                                     | 温泉の回③                                                                   | かな子と楓のぶらり温泉旅☆                                | 高津智子 まんきゅう               | 月見里智弘            | 大和田彩乃          |
| 9月11日                    | 第37話                                     | 温泉の回③                                                                   | あの光みたいに                                           | 高津智子 まんきゅう               | 月見里智弘            | 大和田彩乃          |
| 9月11日                    | 第37話                                     | 温泉の回③                                                                   | かけ湯のような                                           | 高津智子 まんきゅう               | 月見里智弘            | 大和田彩乃          |
| 9月18日                    | 第38話                                     | 秋の訪れの回                                                                | ちえりぐるぐる                                           | 高津智子 まんきゅう               | 月見里智弘            | 大和田彩乃          |
| 9月18日                    | 第38話                                     | 秋の訪れの回                                                                | 秋の森のきらり                                           | 高津智子 まんきゅう               | 月見里智弘            | 大和田彩乃          |
| 9月18日                    | 第38話                                     | 秋の訪れの回                                                                | 物想いの秋                                               | 高津智子 まんきゅう               | 月見里智弘            | 大和田彩乃          |
| 9月25日                    | 第39話                                     | フローラル夕美、はじまるよっ!                                               | お花の妖精使い フローラル夕美                            | Cygames 高津智子 まんきゅう       | 月見里智弘            | 大和田彩乃          |
|                            | 映像特典1                                  | ひなまつりっ！                                                              | ひなまつりっ！                                           |                                   |                       |                     |
| 映像特典2                  | 満開スマイル！                             | 満開スマイル！                                                              |                                                          |                                   |                       |                     |
| 映像特典3                  | メロメロの回                               | 愛されるプロ                                                                | 高津智子 まんきゅう                                      | 月見里智弘                        | 大和田彩乃            |                     |
| 映像特典3                  | メロメロの回                               | 事務所を通してっ                                                            | 高津智子 まんきゅう                                      | 月見里智弘                        | 大和田彩乃            |                     |
| 4th SEASON                 |                                            |                                                                             |                                                          |                                   |                       |                     |
| 2019年 4月02日             | 第40話                                     | 屋上の回                                                                    | 屋上にて                                                 | Cygames まんきゅう                | 高津智子 まんきゅう   | 大和田彩乃          |
| 4月09日                    | 第41話                                     | 春の回                                                                      | おつかれさまです                                         | Cygames たかたまさひろ まんきゅう | つしまゆりか          | 大和田彩乃          |
| 4月09日                    | 第41話                                     | 春の回                                                                      | これを描くべきです！                                     | Cygames たかたまさひろ まんきゅう | つしまゆりか          | 大和田彩乃          |
| 4月09日                    | 第41話                                     | 春の回                                                                      | WIN-WIN                                                  | Cygames たかたまさひろ まんきゅう | つしまゆりか          | 大和田彩乃          |
| 4月16日                    | 第42話                                     | スポーツの回                                                                | お手本です♪                                              | Cygames たかたまさひろ まんきゅう | 高津智子              | 大和田彩乃          |
| 4月16日                    | 第42話                                     | スポーツの回                                                                | 重いのには慣れちゃってて                                 | Cygames たかたまさひろ まんきゅう | 高津智子              | 大和田彩乃          |
| 4月16日                    | 第42話                                     | スポーツの回                                                                | 借りないと                                               | Cygames たかたまさひろ まんきゅう | 高津智子              | 大和田彩乃          |
| 4月23日                    | 第43話                                     | 仕事の回                                                                    | 誰がボケます？                                           | Cygames たかたまさひろ まんきゅう | つしまゆりか          | 大和田彩乃          |
| 4月23日                    | 第43話                                     | 仕事の回                                                                    | グラマラスなお山へ                                       | Cygames たかたまさひろ まんきゅう | つしまゆりか          | 大和田彩乃          |
| 4月23日                    | 第43話                                     | 仕事の回                                                                    | ツッコミに挑戦!?                                         | Cygames たかたまさひろ まんきゅう | つしまゆりか          | 大和田彩乃          |
| 4月30日                    | 第44話                                     | フットネイルの回                                                            | やってあげるね☆                                          | Cygames たかたまさひろ まんきゅう | 月見里智弘 まんきゅう | 大和田彩乃          |
| 4月30日                    | 第44話                                     | フットネイルの回                                                            | 強制パージ！                                             | Cygames たかたまさひろ まんきゅう | 月見里智弘 まんきゅう | 大和田彩乃          |
| 4月30日                    | 第44話                                     | フットネイルの回                                                            | 流行りにのって♪                                          | Cygames たかたまさひろ まんきゅう | 月見里智弘 まんきゅう | 大和田彩乃          |
| 5月07日                    | 第45話                                     | 劇場版の回                                                                  | MUNAKATOR                                                | Cygames まんきゅう                | 月見里智弘            | 大和田彩乃          |
| 5月14日                    | 第46話                                     | 動物の回                                                                    | なでなでみりあ                                           | Cygames たかたまさひろ まんきゅう | 月見里智弘            | 大和田彩乃          |
| 5月14日                    | 第46話                                     | 動物の回                                                                    | 似てませんか？                                           | Cygames たかたまさひろ まんきゅう | 月見里智弘            | 大和田彩乃          |
| 5月14日                    | 第46話                                     | 動物の回                                                                    | 似合うでごぜーます！                                     | Cygames たかたまさひろ まんきゅう | 月見里智弘            | 大和田彩乃          |
| 5月21日                    | 第47話                                     | 勉強の回                                                                    | 教えて!幸子先生                                          | Cygames たかたまさひろ まんきゅう | 月見里智弘            | 大和田彩乃          |
| 5月21日                    | 第47話                                     | 勉強の回                                                                    | ギリシャ見どころ予習                                     | Cygames たかたまさひろ まんきゅう | 月見里智弘            | 大和田彩乃          |
| 5月21日                    | 第47話                                     | 勉強の回                                                                    | なら私にもできますね！                                   | Cygames たかたまさひろ まんきゅう | 月見里智弘            | 大和田彩乃          |
| 5月28日                    | 第48話                                     | 雨の回                                                                      | ふれふれまゆ                                             | Cygames 飯田崇 まんきゅう         | 月見里智弘            | 大和田彩乃          |
| 5月28日                    | 第48話                                     | 雨の回                                                                      | 素直な気持ち                                             | Cygames 飯田崇 まんきゅう         | 月見里智弘            | 大和田彩乃          |
| 5月28日                    | 第48話                                     | 雨の回                                                                      | 幸せのひととき                                           | Cygames 飯田崇 まんきゅう         | 月見里智弘            | 大和田彩乃          |
| 6月04日                    | 第49話                                     | メイドの回(2)                                                               | 暴走!?天然メイド                                         | Cygames 飯田崇 まんきゅう         | 月見里智弘            | 大和田彩乃          |
| 6月04日                    | 第49話                                     | メイドの回(2)                                                               | 薔薇の使い方                                             | Cygames 飯田崇 まんきゅう         | 月見里智弘            | 大和田彩乃          |
| 6月04日                    | 第49話                                     | メイドの回(2)                                                               | メイドの神髄                                             | Cygames 飯田崇 まんきゅう         | 月見里智弘            | 大和田彩乃          |
| 6月11日                    | 第50話                                     | 日常の回                                                                    | その先の風を                                             | Cygames 飯田崇 まんきゅう         | つしまゆりか          | 大和田彩乃          |
| 6月11日                    | 第50話                                     | 日常の回                                                                    | まるで宇宙の星々                                         | Cygames 飯田崇 まんきゅう         | つしまゆりか          | 大和田彩乃          |
| 6月11日                    | 第50話                                     | 日常の回                                                                    | 大賢者の修羅場                                           | Cygames 飯田崇 まんきゅう         | つしまゆりか          | 大和田彩乃          |
| 6月18日                    | 第51話                                     | 水着の回                                                                    | 遊び心が勝るお年頃                                       | Cygames 飯田崇 まんきゅう         | 月見里智弘            | 大和田彩乃          |
| 6月18日                    | 第51話                                     | 水着の回                                                                    | 絶対驚くぞッ！                                           | Cygames 飯田崇 まんきゅう         | 月見里智弘            | 大和田彩乃          |
| 6月18日                    | 第51話                                     | 水着の回                                                                    | 脱いだらきっと…                                          | Cygames 飯田崇 まんきゅう         | 月見里智弘            | 大和田彩乃          |
| 6月25日                    | 第52話                                     | いらっしゃいの回                                                            | 新人さんいらっしゃ〜い！                                 | Cygames まんきゅう                | 月見里智弘            | 大和田彩乃          |
|                            | 映像特典1                                  | 念じるのは得意                                                              | 念じるのは得意                                           | 飯田崇 まんきゅう                 | 月見里智弘            | 大和田彩乃          |
| 映像特典2                  | ちゃんと見ててねー♪                        | ちゃんと見ててねー♪                                                         |                                                          | 飯田崇 まんきゅう                 | 月見里智弘            | 大和田彩乃          |
| 映像特典3                  | カウンター再び                             | カウンター再び                                                              |                                                          | 飯田崇 まんきゅう                 | 月見里智弘            | 大和田彩乃          |
| Extra Stage                |                                            |                                                                             |                                                          |                                   |                       |                     |
| 配信日                     |                                            |                                                                             |                                                          |                                   |                       |                     |
| 2020年 03月24日            | 第1話                                      | みんなで見守って！                                                          | まんきゅう                                               | まんきゅう                        | 狩野都                | -                   |
| 03月31日                   | 第2話                                      | みなさい！華麗な悪を！                                                      | まんきゅう                                               | まんきゅう                        | 狩野都                | まんきゅう          |
| 04月7日                    | 第3話                                      | アイドルむかしばなし・かさじぞう                                            | まんきゅう                                               | まんきゅう                        | 牛島勇二              | 狩野都              |
| 04月14日                   | 第4話                                      | 聞いてください！私のトーク！                                                | まんきゅう                                               | まんきゅう                        | 牛島勇二              | 狩野都              |
| 04月28日                   | 第5話                                      | 見ているだけで幸せに♪                                                       | まんきゅう                                               | まんきゅう                        | 波風立志              | 狩野都              |
| 05月12日                   | 第6話                                      | どれが……好き？                                                              | まんきゅう                                               | まんきゅう                        | 波風立志              | 狩野都              |
| 05月26日                   | 第7話                                      | あの舞台で勝負！                                                            | まんきゅう                                               | まんきゅう                        | 波風立志              | 狩野都              |
| 06月9日                    | 第8話                                      | 隣の芝生の色の話                                                            | まんきゅう                                               | まんきゅう                        | 波風立志              | 狩野都              |
| 06月23日                   | 第9話                                      | スパイしなさい！                                                            | まんきゅう                                               | まんきゅう                        | 牛島勇二              | 狩野都              |
| 07月7日                    | 第10話                                     | 一瞬で塗り替わる歌                                                          | まんきゅう                                               | まんきゅう                        | 牛島勇二              | 狩野都              |
| 07月21日                   | 第11話                                     | アイドルお財布事情                                                          | まんきゅう                                               | まんきゅう                        | 牛島勇二              | 狩野都              |
| 08月4日                    | 第12話                                     | あわやスキャンダル!?                                                        | まんきゅう                                               | まんきゅう                        | 牛島勇二              | 狩野都              |
| 08月11日                   | 第13話                                     | 何の気持ちになっているでしょうか？                                          | まんきゅう                                               | まんきゅう                        | 波風立志              | 狩野都              |
| 08月18日                   | 第14話                                     | ベリーダンスはツヨイ!?                                                      | まんきゅう                                               | まんきゅう                        | 波風立志              | 狩野都              |
| 08月25日                   | 第15話                                     | アイドルむかしばなし・うらしまたろう アイドルむかしばなし・つるのおんがえし | まんきゅう                                               | まんきゅう                        | 波風立志              | 狩野都              |
| 09月1日                    | 第16話                                     | ヒヤヒヤおやまトーク                                                        | まんきゅう                                               | まんきゅう                        | 波風立志              | 狩野都              |
| 09月8日                    | 第17話                                     | 化かされないよう注意して                                                    | まんきゅう                                               | 殿水敦子                          | 牛島勇二              | 狩野都              |
| 09月15日                   | 第18話                                     | フェアリー・チェンジ！                                                      | まんきゅう                                               | 殿水敦子                          | 牛島勇二              | 狩野都              |
| 09月22日                   | 第19話                                     | あれは…憧れです                                                             | まんきゅう                                               | 殿水敦子                          | 牛島勇二              | 狩野都              |
| 09月29日                   | 第20話                                     | セクシー！とは！                                                            | まんきゅう                                               | 殿水敦子                          | 狩野都                | -                   |
| 10月6日                    | 第21話                                     | 夢をみせて！よ！                                                            | まんきゅう                                               | 殿水敦子                          | 波風立志              | 狩野都              |
| 10月13日                   | 第22話                                     | これも訓練ですの                                                            | まんきゅう                                               | 殿水敦子                          | 波風立志              | 狩野都              |
| 10月20日                   | 第23話                                     | ベッドの上にある未来                                                        | まんきゅう                                               | 殿水敦子                          | 波風立志              | 狩野都              |
| 10月27日                   | 第24話                                     | 月影忍伝あやめ                                                              | まんきゅう                                               | 殿水敦子                          | 波風立志              | -                   |
| 11月3日                    | 第25話                                     | ギャルズ★カラオケ☆                                                          | 殿水敦子                                                 | 殿水敦子                          | 牛島勇二              | 狩野都              |
| 11月10日                   | 第26話                                     | あんなピースこんなピース                                                    | 殿水敦子                                                 | 殿水敦子                          | 牛島勇二              | 狩野都              |
| 11月17日                   | 第27話                                     | 大物釣りました                                                              | 殿水敦子                                                 | 殿水敦子                          | 牛島勇二              | 狩野都              |
| 11月24日                   | 第28話                                     | 初心にかえるっていうこと！                                                  | 殿水敦子                                                 | 殿水敦子                          | 牛島勇二              | 狩野都              |
| 12月1日                    | PV                                         | アイドルマスターシンデレラガールズ9周年記念PV                               | -                                                        | -                                 | -                     | -                   |
| 12月1日                    | 第29話                                     | それでは配信スタート！                                                      | -                                                        | -                                 | -                     | -                   |
| 12月8日                    | 第30話                                     | 魔王…参戦！                                                                 | まんきゅう                                               | 殿水敦子                          | 山下敏成              | 狩野都              |
| 12月15日                   | 第31話                                     | 二人の知っている街                                                          | まんきゅう                                               | 殿水敦子                          | 山下敏成              | 狩野都              |
| 12月22日                   | 第32話                                     | じっとしてられないっ！                                                      | まんきゅう                                               | 殿水敦子                          | 山下敏成              | 狩野都              |
| 12月29日                   | 第33話                                     | 一ノ瀬シェフに任せたまえ〜♪                                                 | まんきゅう                                               | 殿水敦子                          | 山下敏成              | 狩野都              |
| 2021年 01月5日             | 第34話                                     | おめでとうございます～♪                                                     | まんきゅう                                               | まんきゅう                        | 狩野都                | -                   |
| 01月12日                   | 第35話                                     | アイドルむかしばなし・かぐや姫                                              | 殿水敦子                                                 | -                                 | 波風立志              | 狩野都              |
| 01月19日                   | 第36話                                     | まだまだ進化するわ！                                                        | 殿水敦子                                                 | -                                 | 波風立志              | 狩野都              |
| 01月26日                   | 第37話                                     | その歌…歌えるぞ！                                                           | 殿水敦子                                                 | -                                 | 波風立志              | 狩野都              |
| 02月2日                    | 第38話                                     | こういうのが欲しいですー♪                                                   | まんきゅう                                               | 殿水敦子                          | 山下敏成              | 狩野都              |
| 02月9日                    | 第39話                                     | 着ぐるみ界の最新モード                                                      | 殿水敦子                                                 | 殿水敦子                          | 波風立志              | 狩野都              |
| 02月16日                   | 第40話                                     | もう少しだけこのまま                                                        | まんきゅう                                               | 殿水敦子                          | 牛島勇二              | 狩野都              |
| 02月22日                   | 第41話                                     | アイドルむかしばなし・おむすびころりん                                      | 殿水敦子                                                 | 殿水敦子                          | 波風立志              | 狩野都              |
| 03月2日                    | 第42話                                     | 妄想する人たち                                                              | 殿水敦子                                                 | 殿水敦子                          | 波風立志              | 狩野都              |
| 03月9日                    | 第43話                                     | これは猫らしく                                                              | まんきゅう                                               | 殿水敦子                          | 波風立志              | 狩野都              |
| 03月16日                   | 第44話                                     | ピッチング練習！                                                            | 殿水敦子                                                 | 殿水敦子                          | 中原清隆              | 狩野都              |
| 03月23日                   | 第45話                                     | もしもし…今…                                                                | まんきゅう                                               | 殿水敦子                          | 波風立志              | 狩野都              |
| 03月30日                   | 第46話                                     | その笑顔を信じてる                                                          | まんきゅう                                               | 殿水敦子                          | 牛島勇二              | 狩野都              |
| 04月6日                    | 第47話                                     | キラキラモデル部へようこそ☆                                                 | 殿水敦子                                                 | 殿水敦子                          | 波風立志              | 狩野都              |
| 04月13日                   | 第48話                                     | クランクアップ！                                                            | まんきゅう                                               | まんきゅう                        | 狩野都                | -                   |

| 配信日          | 話数 （通算話）   | サブタイトル                | 絵コンテ                  | 演出                  | 作画監督            |
| 第1期           | 第1期             | 第1期                       | 第1期                     | 第1期                 | 第1期               |
| --------------- | ----------------- | --------------------------- | ------------------------- | --------------------- | ------------------- |
| 2017年 04月04日 | 第1話             | ピクニックライブ            | たかたまさひろ            | 月見里智弘            | 月見里智弘          |
| 04月11日        | 第2話             | どんな衣装かなぁ            | たかたまさひろ            | 月見里智弘            | 月見里智弘          |
| 04月18日        | 第3話             | いっしょに寝てます♪         | たかたまさひろ            | 月見里智弘            | 月見里智弘          |
| 04月25日        | 第4話             | 表情も眼鏡の一部です！      | たかたまさひろ            | 月見里智弘            | 月見里智弘          |
| 05月02日        | 第5話             | 七不思議…教えて             | たかたまさひろ            | 月見里智弘            | 月見里智弘          |
| 05月09日        | 第6話             | 海を見て想う                | たかたまさひろ            | 月見里智弘            | 月見里智弘          |
| 05月16日        | 第7話             | 天真爛漫なお誘い            | たかたまさひろ            | 月見里智弘            | 月見里智弘          |
| 05月23日        | 第8話             | いい匂いで眠ろう            | たかたまさひろ            | 月見里智弘            | 月見里智弘          |
| 05月30日        | 第9話             | 杏プロデューサー            | たかたまさひろ            | 月見里智弘            | 月見里智弘          |
| 06月06日        | 第10話            | 加蓮の微熱                  | たかたまさひろ            | 月見里智弘            | 月見里智弘          |
| 06月13日        | 第11話            | なんでもできちゃいそう！    | たかたまさひろ            | 月見里智弘            | 月見里智弘          |
| 06月20日        | 第12話            | あげて・もらって            | たかたまさひろ            | 月見里智弘            | 月見里智弘          |
| 06月27日        | 第13話            | 甘えていいですか            | たかたまさひろ            | 月見里智弘            | 月見里智弘          |
| 第2期           |                   |                             |                           |                       |                     |
| 10月03日        | 第14話            | 私の知らないズヴェズダ?     | たかたまさひろ            | 月見里智弘            | 月見里智弘          |
| 10月10日        | 第15話            | 歌鈴VS…                     | たかたまさひろ            | 月見里智弘            | 月見里智弘          |
| 10月17日        | 第16話            | 誰そ彼の予感                | たかたまさひろ            | 月見里智弘            | 月見里智弘 山田英子 |
| 10月24日        | 第17話            | 魔球？                      | 高津智子                  | 月見里智弘            | 山田英子            |
| 10月31日        | 第18話            | 心の声を伝えよう            | たかたまさひろ            | 月見里智弘            | 月見里智弘          |
| 11月07日        | 第19話            | 青春アトラクション          | たかたまさひろ            | 月見里智弘            | 月見里智弘          |
| 11月14日        | 第20話            | 陸上の時のクセで…           | たかたまさひろ            | 月見里智弘            | 月見里智弘          |
| 11月21日        | 第21話            | ここは「アツい」だろ?       | たかたまさひろ            | 月見里智弘            | 月見里智弘          |
| 11月28日        | 第22話            | 6周年だよ!シンデレラクイズ! | -                         | -                     | -                   |
| 12月05日        | 第23話            | Pくん撮って☆                | たかたまさひろ            | 月見里智弘            | 月見里智弘          |
| 12月12日        | 第24話            | お戯れをお嬢様♪             | たかたまさひろ            | 月見里智弘            | 月見里智弘          |
| 12月19日        | 第25話            | かもふらーじゅ？            | たかたまさひろ            | 月見里智弘            | 月見里智弘          |
| 12月26日        | 第26話            | 卯月のプレゼント            | たかたまさひろ            | 月見里智弘            | 山田英子            |
| 第3期           |                   |                             |                           |                       |                     |
| 2018年 07月03日 | 第27回 （第27話） | ゆびきりを優しく            | 高津智子 まんきゅう       | 月見里智弘            | 大和田彩乃          |
| 07月17日        | 第29回 （第28話） | お古のゆくえ                | 高津智子 まんきゅう       | 月見里智弘            | 大和田彩乃          |
| 07月31日        | 第31回 （第29話） | たまに忘れる                | 高津智子 まんきゅう       | 月見里智弘            | 大和田彩乃          |
| 08月14日        | 第33回 （第30話） | アタシの話聞きたい?♪        | 高津智子 まんきゅう       | 月見里智弘            | 大和田彩乃          |
| 08月28日        | 第35回 （第31話） | 何の話？                    | 高津智子 まんきゅう       | 月見里智弘            | 大和田彩乃          |
| 09月11日        | 第37回 （第32話） | フレソングSPver             | 高津智子 まんきゅう       | 月見里智弘            | 大和田彩乃          |
| 09月25日        | 第39回 （第33話） | 凛ちゃん素質アリ            | 高津智子 まんきゅう       | 月見里智弘            | 大和田彩乃          |
| 第4期           |                   |                             |                           |                       |                     |
| 2019年 04月02日 | 第40回 （第34話） | 妄想でも現実でも!           | たかたまさひろ まんきゅう | まんきゅう            | 大和田彩乃          |
| 04月16日        | 第42回 （第35話） | 私らしく選ぶ！              | たかたまさひろ まんきゅう | まんきゅう            | 大和田彩乃          |
| 04月30日        | 第44回 （第36話） | この一蹴に全てを!           | たかたまさひろ まんきゅう | 月見里智弘 まんきゅう | 大和田彩乃          |
| 05月14日        | 第46回 （第37話） | 視線を感じた                | たかたまさひろ まんきゅう | 月見里智弘            | 大和田彩乃          |
| 05月28日        | 第48回 （第38話） | 法子の燃料                  | たかたまさひろ まんきゅう | 月見里智弘            | 大和田彩乃          |
| 06月11日        | 第50回 （第39話） | リリーフは…これ！           | たかたまさひろ まんきゅう | 月見里智弘            | 大和田彩乃          |
| 06月25日        | 第52回 （第40話） | スベっとらんし！            | たかたまさひろ まんきゅう | 月見里智弘            | 大和田彩乃          |

### 放送局
| 放送期間               | 放送時間                     | 放送局     | 対象地域 | 備考   |
| ---------------------- | ---------------------------- | ---------- | -------- | ------ |
| 2017年4月4日 - 6月27日 | 火曜 21:55 - 22:00           | TOKYO MX   | 東京都   |        |
|                        |                              | BS11       | 日本全域 | BS放送 |
| 2017年4月5日 - 6月28日 | 水曜 1:55 - 2:00（火曜深夜） | サガテレビ | 佐賀県   |        |

| 配信開始日    | 配信時間        | 配信サイト           | 備考                                                                    |
| ------------- | --------------- | -------------------- | ----------------------------------------------------------------------- |
| 2017年4月5日  | 水曜 12:00 更新 | アニメイトチャンネル |                                                                         |
|               |                 | バンダイチャンネル   |                                                                         |
| 2017年5月17日 |                 | ニコニコチャンネル   | 第1話無料・5月17日に第1話〜第7話を一挙更新 公式サイト配信情報に掲載無し |

| 配信期間               | 配信時間           | 配信サイト  | 備考           |
| ---------------------- | ------------------ | ----------- | -------------- |
| 2017年4月4日 - 6月27日 | 火曜 21:55 - 22:00 | DAISUKI.net | Mobage版も配信 |

| 放送期間                      | 放送時間                              | 放送局     | 対象地域 | 備考   |
| ----------------------------- | ------------------------------------- | ---------- | -------- | ------ |
| 2017年10月3日 - 12月26日      | 火曜 21:54 - 22:00                    | TOKYO MX   | 東京都   |        |
|                               | 火曜 21:55 - 22:00                    | BS11       | 日本全域 | BS放送 |
| 2017年10月4日 - 12月27日      | 水曜 1:55 - 2:00（火曜深夜）          | サガテレビ | 佐賀県   |        |
| 2017年10月10日 - 2018年1月2日 | 火曜 22:00 - 22:05 木曜 14:00 - 14:05 | AT-X       | 日本全域 | CS放送 |

| 配信開始日    | 配信時間           | 配信サイト |
| ------------- | ------------------ | --- |
| 2017年10月4日 | 水曜 12:00 更新    | - アニメイトチャンネル - バンダイチャンネル - ニコニコ生放送 - GYAO! - dTV - Hulu - DMM.com - dアニメストア - U-NEXT - ひかりTV - アクトビラ - Google Play - Amazonビデオ - Rakuten TV - ビデオマーケット - HAPPY!動画 - ムービーフルPlus |
|               | 水曜 23:30 - 23:35 | AbemaTV |
| 2017年10月5日 | 木曜 0:00 更新     | - ビデオパス - J:COMオンデマンド |
| 2017年10月9日 | 月曜 0:00 更新     | TSUTAYA TV |

| 放送期間       | 放送時間                     | 放送局     | 対象地域 | 備考   |
| -------------- | ---------------------------- | ---------- | -------- | ------ |
| 2018年7月3日 - | 火曜 21:54 - 22:00           | TOKYO MX   | 東京都   |        |
|                |                              | BS11       | 日本全域 | BS放送 |
| 2018年7月4日 - | 水曜 1:55 - 2:00（火曜深夜） | サガテレビ | 佐賀県   |        |

| 放送期間               | 放送時間                                               | 放送局     | 対象地域 | 備考   |
| ---------------------- | ------------------------------------------------------ | ---------- | -------- | ------ |
| 2019年4月2日 - 6月25日 | 火曜 21:54 - 22:00                                     | TOKYO MX   | 東京都   |        |
|                        |                                                        | BS11       | 日本全域 | BS放送 |
| 2019年4月3日 - 6月26日 | 水曜 1:55 - 2:00（火曜深夜）                           | サガテレビ | 佐賀県   |        |
| 2019年4月5日 - 6月28日 | 金曜 22:35 - 22:40 月曜 14:35 - 14:40 木曜 6:35 - 6:40 | AT-X       | 日本全域 | CS放送 |

### BD / DVD
本編（『火曜シンデレラシアター』含む）を収録したBD / DVDに特典DVDと特典CDを加えた3枚組となっている。
| 巻 | 発売日        | 収録話          | 規格品番 | 規格品番 | 特典DVD | 特典CD                                                                                          |
| 巻 | 発売日        | 収録話          | BD       | DVD      | 特典DVD | 特典CD                                                                                          |
| -- | ------------- | --------------- | -------- | -------- | --- | ----------------------------------------------------------------------------------------------- |
| 1  | 2017年5月24日 | 第1話 - 第4話   | MFXG-4   | MFBG-4   | アニメ化決定PV 『シンデレラガールズ劇場 5周年記念ショートアニメ』 「AnimeJapan 2017」公開PV 「キラッ!満開スマイル」ノンテロップED | 「なんちゃってコメンタリー」 （出演：原紗友里、牧野由依） 「キラッ!満開スマイル」ショートver.   |
| 2  | 2017年6月28日 | 第5話 - 第9話   | MFXG-5   | MFBG-5   | ポヨンの回 「エチュードは1曲だけ」ノンテロップED                                                                                  | 「なんちゃってコメンタリー」 （出演：和氣あず未、立花理香） 「エチュードは1曲だけ」ショートver. |
| 3  | 2017年7月26日 | 第10話 - 第13話 | MFXG-6   | MFBG-6   | お絵描きの回 卯月先生のぴにゃこら太絵描き歌ショートver. 第11話EDノンテロップver. 「SUN♡FLOWER」ノンテロップED                     | 「なんちゃってコメンタリー」 （出演：藍原ことみ、長島光那） 「SUN♡FLOWER」ショートver.          |

| 巻 | 発売日         | 収録話                     | 規格品番 | 規格品番 | 特典DVD                                                                                                | 特典CD                                                                                               |
| 巻 | 発売日         | 収録話                     | BD       | DVD      | 特典DVD                                                                                                | 特典CD                                                                                               |
| -- | -------------- | -------------------------- | -------- | -------- | --- | --- |
| 1  | 2017年11月29日 | 第14話 - 第18話            | MFXG-7   | MFBG-7   | 水着の回SP アニメ2期決定PV 「京まふ2017」公開PV 5thLIVE TOURマナー映像 「Blooming Days」ノンテロップED | 「なんちゃってコメンタリー」 （出演：村中知、嘉山未紗） 「Blooming Days」ショートver.                |
| 2  | 2017年12月22日 | 第19話 - 第21話・TV第22話  | MFXG-8   | MFBG-8   | 大正ロマンの回 「秋めいて Ding Dong Dang!」ノンテロップED 第19話ノンテロップED                         | 「なんちゃってコメンタリー」 （出演：ルゥティン、杜野まこ） 「秋めいて Ding Dong Dang!」ショートver. |
| 3  | 2018年1月24日  | Web第22話・第23話 - 第26話 | MFXG-9   | MFBG-9   | ニュージェネレーションの回 「Snow*Love」ノンテロップED 第26話ノンテロップED                            | 「なんちゃってコメンタリー」 （出演：田辺留依、佐藤亜美菜） 「Snow*Love」ショートver.                |

| 巻 | 発売日         | 収録話                               | 規格品番  | 規格品番  | 特典DVD                                                                                                   | 特典CD                                                                                   |
| 巻 | 発売日         | 収録話                               | BD        | DVD       | 特典DVD                                                                                                   | 特典CD                                                                                   |
| -- | -------------- | ------------------------------------ | --------- | --------- | --- | ---------------------------------------------------------------------------------------- |
| 1  | 2018年8月24日  | TV第27話 - 第31話 Web第27話 - 第29話 | MFXG-0010 | MFBG-0010 | すぷふぇすDAY1用新作アニメ「ひなまつりっ！」 「いとしーさー♥」ノンテロップED 第27話EDノンテロップver.     | 「なんちゃってコメンタリー」 （出演：松田颯水、小市眞琴） 「いとしーさー♥」ショートver.  |
| 2  | 2018年9月26日  | TV第32話 - 第35話 Web第30話 - 第31話 | MFXG-0011 | MFBG-0011 | すぷふぇすDAY2用新作アニメ「満開スマイル！」 「なつっこ音頭」ノンテロップED BD＆DVD第１巻CM（発売前ver.） | 「なんちゃってコメンタリー」 （出演：照井春佳、会沢紗弥） 「なつっこ音頭」ショートver.   |
| 3  | 2018年10月24日 | TV第36話 - 第39話 Web第32話 - 第33話 | MFXG-0012 | MFBG-0012 | メロメロの回 「さよならアロハ」ノンテロップED                                                             | 「なんちゃってコメンタリー」 （出演：木村珠莉、髙野麻美） 「さよならアロハ」ショートver. |

| 巻 | 発売日        | 収録話                               | 規格品番  | 規格品番  | 特典DVD                                                                              | 特典CD                                                                                             |
| 巻 | 発売日        | 収録話                               | BD        | DVD       | 特典DVD                                                                              | 特典CD                                                                                             |
| -- | ------------- | ------------------------------------ | --------- | --------- | ------------------------------------------------------------------------------------ | -------------------------------------------------------------------------------------------------- |
| 1  | 2019年6月26日 | TV第40話 - 第44話 Web第34話 - 第36話 | MFXG-0014 | MFBG-0014 | 「念じるのは得意」 「きゅん・きゅん・まっくす」ノンテロップED                        | 「なんちゃってコメンタリー」 （出演：松井恵理子、渕上舞） 「きゅん・きゅん・まっくす」ショートver. |
| 2  | 2019年7月24日 | TV第45話 - 第48話 Web第37話 - 第38話 | MFXG-0015 | MFBG-0015 | 「ちゃんと見ててねー♪」 「Max Beat」ノンテロップED                                   | 「なんちゃってコメンタリー」 （出演：中島由貴、ルゥティン） 「Max Beat」ショートver.               |
| 3  | 2019年8月23日 | TV第49話 - 第52話 Web第39話 - 第40話 | MFXG-0016 | MFBG-0016 | 「カウンター再び」 「TAKAMARI☆CLIMAXXX!!!!!」ノンテロップED 第52話EDノンテロップver. | 「なんちゃってコメンタリー」 （出演：原紗友里、松嵜麗） 「TAKAMARI☆CLIMAXXX!!!!!」曲ショートver.   |

### CD
THE IDOLM@STER CINDERELLA GIRLS LITTLE STARS!
第1期〜第4期のエンディングテーマを収録したCDシリーズ。ソロ・リミックスも収録。
THE IDOLM@STER CINDERELLA GIRLS LITTLE STARS EXTRA!
第5期のエンディングテーマを収録したCDシリーズ。

### 書籍
アイドルマスター シンデレラガールズ劇場 アニメーションファンブック
2018年3月30日発売。1期と2期のキャラクターデザインや各話解説（『火曜シンデレラシアター』や映像特典含む）、スタッフインタビューや絵コンテなどを掲載したアニメファンブック。また、『シンデレラガールズ劇場』第8巻と同時発売であることが双方の帯に記載されている。

### シンデレラガールズ小劇場
公式サイトでは出演声優がアニメを1ヶ月ごとに振り返っていく『アイドルマスター シンデレラガールズ小劇場』が公開されている。また、各期の第1話の放送日にはニコニコ生放送にて『シンデレラガールズ小劇場 アニメ放送直前ニコ生』が配信された。なお、『アニメ放送直前ニコ生』はアーカイブ化されていない。
また、第4期『CLIMAX SEASON』の放送の前月には、小劇場とは別のニコニコ生放送『アイドルマスター シンデレラガールズ劇場 CLIMAX SEASON 放送開始まであと少しだよ特番!』が配信された。

#### コーナー
オープニング
動画冒頭で「ぴにゃこら太絵かき歌」に合わせて出演声優がぴにゃこら太を描くコーナー。
かんげきとーく!
アニメ本編の静止画を数点見て、振り返りや裏話などをコメントするコーナー。
5分でできるかな?
出演声優2人で協力して2コマ漫画を完成させるコーナー。

#### 出演者
- 放送直前（1stシーズン）：福原綾香（渋谷凛 役）、佳村はるか（城ヶ崎美嘉 役） 、高森奈津美（前川みく 役）[28]
- #1：大橋彩香（島村卯月 役）、原優子（向井拓海 役）[27][32]
- #2：鈴木絵理（堀裕子 役）、のぐちゆり（及川雫 役）[32]
- #3：松嵜麗（諸星きらり 役）、五十嵐裕美（双葉杏 役）[32]
- 放送直前（2ndシーズン）：のぐちゆり（及川雫 役）、今井麻夏（佐々木千枝 役）、佳村はるか（城ヶ崎美嘉 役）[29]
- #4：田澤茉純（浜口あやめ 役）、高森奈津美[33]
- #5：武田羅梨沙多胡（喜多見柚 役）、髙野麻美（宮本フレデリカ 役）[34]
- #6：原紗友里（本田未央 役）、長島光那（上条春菜 役）
- 放送直前（3rdシーズン）：黒沢ともよ（赤城みりあ 役）、杜野まこ（姫川友紀 役）、小市眞琴（結城晴 役）[35]
- #7：ルゥ・ティン（塩見周子 役）、赤﨑千夏（日野茜 役）[36]
- #8：松井恵理子（神谷奈緒 役）、村中知（大和亜季 役）[37]
- #9：下地紫野（中野有香 役）、高橋花林（森久保乃々 役）
- あと少しだよ特番（4thシーズン）：藍原ことみ（一ノ瀬志希 役）、長島光那（上条春菜 役）、高橋花林（森久保乃々役）、森下来奈（鷹富士茄子 役）[31]
- 放送開始記念特番（4thシーズン）：黒沢ともよ（赤城みりあ 役）、中島由貴（乙倉悠貴 役）、神谷早矢佳（南条光 役）、高森奈津美（前川みく 役）[10]
- 平成最後特番（4thシーズン）：福原綾香（渋谷凛 役）、松井恵理子（神谷奈緒 役）、青木志貴（二宮飛鳥 役）、村中知（大和亜季 役）[30]

#### DVD
第1期及び第2期の『アニメ放送直前ニコ生』以外の各回を収録した内容で、DVD限定の未公開映像も収録される。なお、アニメ本編の映像は収録されない。
| 巻 | 発売日        | 収録回                                                                                               | 規格品番  | 規格品番  | 特典映像                                                      | 限定版付属アクリルスタンド                                      |
| 巻 | 発売日        | 収録回                                                                                               | 通常版    | 限定版    | 特典映像                                                      | 限定版付属アクリルスタンド                                      |
| -- | ------------- | --- | --------- | --------- | ------------------------------------------------------------- | --------------------------------------------------------------- |
| 1  | 2018年4月25日 | #1（出演：大橋彩香、原優子） #2（出演：のぐちゆり、鈴木絵理） #3（出演：五十嵐裕美、松嵜麗）         | FFBG-0007 | FFBG-0009 | 「隠されし無限の可能性しりとり」 （出演：原紗友里、長島光那） | 安部菜々、及川雫、緒方智絵里、 上条春菜、佐々木千枝、諸星きらり |
| 2  | 2018年4月25日 | #4（出演：田澤茉純、高森奈津美） #5（出演：武田羅梨沙多胡、髙野麻美） #6（出演：原紗友里、長島光那） | FFBG-0008 | FFBG-0010 | 「大富豪or大貧民」 （出演：原紗友里、長島光那）               | 五十嵐響子、片桐早苗、双葉杏、 北条加蓮、堀裕子、三船美優       |

### タイアップ
スーパーロボット大戦X-Ω
2017年9月開催のイベント『大決戦! きらりんロボVSキサラギVSインベル』において、アニメ第1期の第11話に登場したきらりんロボ・グラッシーロボが参戦した。
フューチャーカード 神バディファイト
アルティメットブースタークロス第3段『アイドルマスター シンデレラガールズ劇場』が2019年6月22日に発売予定。アニメ第1期から第3期までのアイドルのカード全172種を収録。また、出演キャスト（大橋彩香（島村卯月 役）・福原綾香（渋谷凛 役）・原紗友里（本田未央 役））の箔押しサインカード「プレミアムレア」も3種収録されている。

### イベント
アイドルマスター シンデレラガールズ劇場 すぷりんぐふぇすてぃばる 2018
2018年3月3日、4日に舞浜アンフィシアターで開催されたトーク&ライブイベント。参加声優は大空直美、三宅麻理恵、今井麻夏、長島光那、のぐちゆり、松嵜麗（以上両日）、種﨑敦美、渕上舞、鈴木絵理（以上3日のみ）、五十嵐裕美、原田彩楓、和氣あず未（以上4日のみ）。